# La Répara-Auriples
La Répara-Auriples – miejscowość i gmina we Francji, w regionie Owernia-Rodan-Alpy, w departamencie Drôme.
Według danych na rok 1990 gminę zamieszkiwało 120 osób, a gęstość zaludnienia wynosiła 12 osób/km² (wśród 2880 gmin regionu Rodan-Alpy La Répara-Auriples plasuje się na 1501. miejscu pod względem liczby ludności, natomiast pod względem powierzchni na miejscu 1121.).